# Nikolaus Groß
Nikolaus Groß (30. září 1898, Hattingen – 23. ledna 1945, Berlín) byl německý římský katolík a odbojář proti nacistickému režimu, jehož se stal také obětí. Katolická církev jej uctívá jako blahoslaveného mučedníka.

## Život

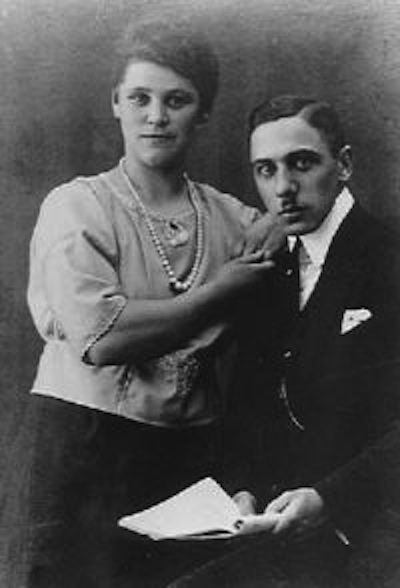
Nikolaus a jeho manželka Elisabeth

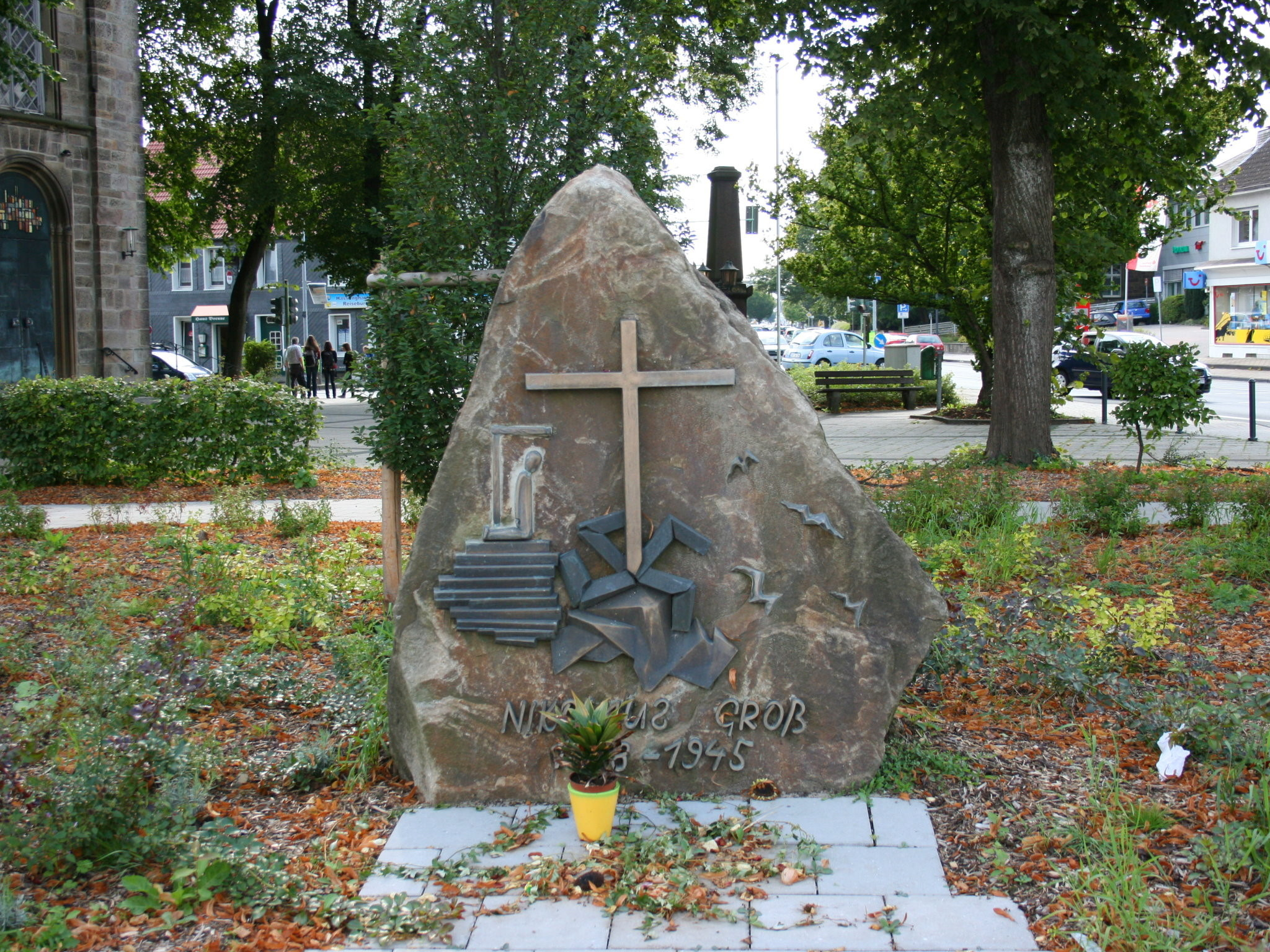
Jeho pomník v Sprockhövelu

Nikolaus Gross se narodil 30. září 1898 v Niederwenigernu, části města Hattingen, důlnímu kováři a pokřtěn byl následujícího 2. října. V letech 1905–1912 navštěvoval místní katolickou školu.
Nejprve pracoval ve válcovně plechu jako brusič (1912–1915) a poté v letech 1915–1920 jako horník. V červnu 1917 vstoupil do Křesťanského odborového svazu horníků a v roce 1918 se zapojil do křesťanského politického hnutí. Dne 6. června 1919 vstoupil do Sdružení horníků svatého Antonína.
Své vzdělání si dále prohluboval ve večerních kurzech na Volksverein für das katholische Deutschland a v roce 1920 se vzdal práce horníka a pracoval pro Křesťanský odborový svaz horníků („Gewerkverein Christlicher Bergarbeiter“) v Oberhausenu v sekretářské funkci od července 1920 do června roku 1921. Od července 1921 do května 1922 byl asistentem redaktora u odborových novin známých jako Bergknappen v Essenu. Od června do října roku 1922 byl odborovým tajemníkem ve Valbřichu v Dolním Slezsku, poté ve Cvikově a mezi prosincem 1924 do prosince 1926 v Bottropu. V lednu roku 1927 změnil zaměstnání a stal se asistentem redaktora v Westdeutsche Arbeiterzeitung, listu pracujícímu pro Katholische Arbeitnehmer-Bewegung ("Hnutí katolických dělníků"), a roku 1929 se zde stal redaktorem. Westdeutsche Arbeiterzeitung vynikal jako list, který kritizoval nacisty a po volbách v březnu roku 1933 byl list na tři týdny zakázán. Začátkem roku 1935 byl tento list, v jehož redakci pracoval, přejmenován na Kettelerwacht a 19. listopadu 1938 byl zakázán konečně, ale pokračoval v tajném vydávání, aby odhaloval lži propagandy. Groß převzal vedení düsseldorfského Katholische Arbeitnehmer-Bewegung, protože jeho tajemník byl povolán do Wehrmachtu. Jeho činnost zde byla spojena s cestami, které měly pomoci v nadcházejících odbojových aktivitách a toto hnutí také zastupoval na katolických konferencích.
Se svými spolupracovníky byl členem tajných skupin, scházejících se např. v Kolíně nad Rýnem nebo v Berlíně, a ve kterých se diskutovalo o politickém dění a vyvíjení odbojových aktivit.
Zasnoubil se s Elisabeth Koch (1901–1971) a dne 24. května 1923 se s ní oženil. Pár měl celkem sedm dětí:
- Nikolaus Heinrich (1925–2005)
- Bernhardine Elisabeth (1926–2015)
- Marianne (1927–2020)
- Liesel (1929–2001)
- Alexander (1931–2019)
- Bernhard (1934–2019)
- Helene (*1939)[9][7]

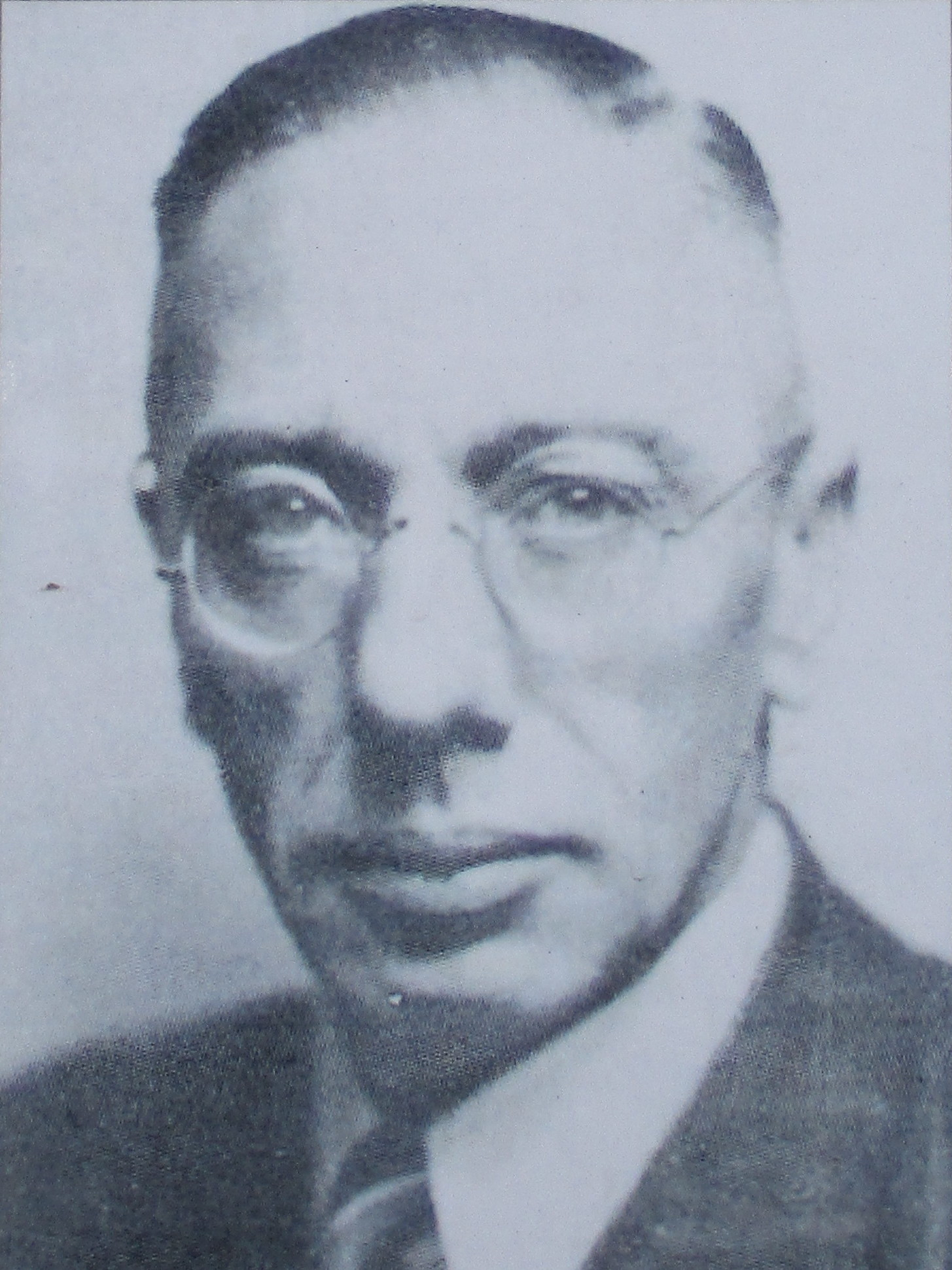
Fotografie

V roce 1940 podstupoval výslechy a domovní prohlídky, a byl v té době sledován. Dne 12. srpna 1944 v poledne byl zatčen v souvislosti s neúspěšným pokusem o atentát na Adolfa Hitlera ve Vlčím doupěti ve východním Prusku. Nejprve byl převezen do Ravensbrücku a poté v září roku 1944 do věznice Tegel v Berlíně od září 1944, kde jej navštěvovala jeho manželka. Z vězení jí také posílal dopisy, včetně posledního dopisu na rozloučenou, těsně před svou smrtí. Dne 15. ledna 1945 byl odsouzen k trestu smrti německým lidovým soudem, kdy soudnímu procesu s ním předsedal Roland Freisler. Popraven oběšením byl dne 23. ledna 1945 ve věznici Plötzensee v Berlíně. Jeho ostatky byly zpopelněny a vzniklý popel byl rozptýlen v čističce odpadních vod.

## Úcta
Jeho beatifikační proces započal dne 19. ledna 1988, čímž obdržel titul služebník Boží. Dne 7. července 2001 podepsal papež sv. Jan Pavel II. dekret o jeho mučednictví.
Blahořečen pak byl dne 7. října 2001 na Svatopetrském náměstí papežem sv. Janem Pavlem II.
Jeho památka je připomínána 15. ledna, v essenské diecézi pak 23. ledna.